# Ангулимала
Ангулимала (пали Aṅgulimāla, «ожерелье из пальцев») — один из наиболее известных персонажей в буддийской литературе, упоминаемый в Ангулимала-сутте МН 86 (Типитака) и Ангулималатхера-гатхе (Тхерагатха). По каноническому сюжету Ангулимала — это серийный убийца, который после встречи с Буддой стал монахом. Ангулимала является важной фигурой в буддизме, особенно для школы тхеравада. Его изображают как жестокого разбойника, который полностью меняется после обращения в буддизм и являет собой высочайший пример спасительной силы учения Будды и его мастерства как учителя. В Южной и Юго-Восточной Азии Ангулималу воспринимают в качестве святого покровителя при родах и ассоциируют с плодовитостью.
Историю про Ангулималу можно обнаружить в многочисленных источниках на пали, санскрите, тибетском и китайском языках. Исторический Ангулимала родился в Ахимсаке. Он рос в Саваттхи, где стал любимым учеником своего учителя. Однако прочие ученики из ревности настроили наставника против Ангулималы. Пытаясь избавиться от нелюбимого ученика учитель отправил его выполнять страшное задание — для того, чтобы окончить учёбу юноше надо было собрать тысячу человеческих пальцев. Пытаясь выполнить его Ангулимала превратился в жестокого убийцу, из-за которого люди целыми деревнями обращались в бегство. В конце концов царь послал армию, чтобы его изловить. Мать Ангулималы пыталась вмешаться и чуть было не погибла от руки сына. Однако Будде удалось предотвратить ужасное преступление и наставить Ангулималу на путь добродетели. К удивлению царя бывший убийца стал монахом. Деревенские жители были сильно озлоблены против него, но ситуация несколько улучшилась, когда монах помог одной женщине при родах.
Учёные предположили, что Ангулимала до своего обращения принадлежал к некоему культу насилия. Индолог Ричард Гомбрич выдвинул версию, что тот был последователем ранней формы тантры, но она была опровергнута. Буддисты считают Ангулималу символом духовной трансформации, а его историю — примером того, что каждый, даже самый пропащий человек, может изменить свою жизнь к лучшему. Это вдохновило официальное буддийское тюремное духовенство в Великобритании назвать свою организацию в его честь. Более того, история Ангулималы упоминается в научных дискуссиях о правосудии и исправлении и рассматривается богословом Джоном Томпсоном как хороший пример этики заботы и её роли в исцелении моральной травмы. Этот сюжет лёг в основу нескольких фильмов и книг. Сатиш Кумар использовал историю Ангулималы в своей книге «Будда и террорист», в которой предложил ненасильственное решение в глобальной войне с терроризмом.

## Текстовые источники и эпиграфические находки
История Ангулималы хорошо известна в традиции тхеравады. В ранней буддийской литературе первоначальной встрече Ангулималы с Буддой и его обращению посвящены два текста. Считается, что в них представлена самая древняя версия этого сюжета. Первым и, вероятно, более старым, является Ангулималатхера-гатха 8.16 в составе сборника «Тхерагатха», а вторым — Ангулимала-сутта МН 86. Они дают краткое описание встречи Ангулималы с Буддой и не упоминают большую часть деталей, которые появились позднее (например, клятву Ангулималы своему учителю). Помимо палийских текстов, жизнь Ангулималы описана в тибетских и китайских источниках, переведённых с санскрита. В двух китайских переводах санскритского сборника Самьюкта-агама ранней школы Муласарвастивада, датируемых IV—V вв. н. э., представлена собственная версия этой истории. Сохранился также текст на китайском языке из санскритской Экоттара агамы Махасангхики. Кроме того, были найдены ещё три китайских источника неизвестного происхождения, которые отличаются от первых трёх упомянутых текстов на китайском языке.
Помимо этих ранних текстов, существуют поздние интерпретации в комментариях к «Мадджхима-никае», авторство которых приписывают Буддхагхоше (V век н. э.), и к «Тхерагатхе», приписываемых Дхаммапале (VI век н. э.). Эти два комментария похожи друг на друга: вероятно, Дхаммапала скопировал или близко пересказал Буддхагхошу, уточнив некоторые несоответствия. Самые ранние версии этой истории подчёркивают неустрашимую жестокость Аугулималы и, на контрасте, миролюбие Будды. Более поздние повествования содержат больше деталей и пытаются прояснить всё, что может не соответствовать буддийской доктрине. Например, была сделана попытка разрешить одну из главных проблем, которая чаще всего вызывает вопросы, — как мог убийца внезапно превратиться в просветлённого ученика. Кроме того, описание чудес, наряду с многочисленными деталями, как правило, затмевает основные моменты сюжета. Ранние палийские сутты не указывают никаких иных мотивов действий Ангулималы, кроме откровенной жестокости. Более поздние тексты иногда делают попытку реабилитировать Ангулималу, представляя его не как злобного убийцу, а как изначально доброго человека, попавшего в ловушку обстоятельств. В дополнение к суттам и стихам, упоминания об Ангулимале есть в джатаках, «Вопросах Милинды», винае и более поздней хронике «Махавамса».
К более поздним текстам на других языках, в которых рассказывается о жизни Ангулималы, относится авадана под названием «Сатака», а также сборник рассказов под названием «Рассуждения о мудрецах и глупцах» на тибетском и китайском языках. Китайские паломники кратко упоминают Ангулималу в своих повествованиях. В махаянской «Ангулимала сутре» Будда обращается к Ангулимале. Это одна из группы Татхагатагарбха-сутр, посвящённых природе Будды. В китайской литературе есть упоминание об одноимённой сутра, которая использовалась для защиты буддийский позиции в отношении алкогольных напитков. Её текст не сохранился. Помимо письменных источников, были найдены и эпиграфические свидетельства. Один из самых ранних рельефов с изображением Ангулималы датируется приблизительно III веком до н. э.

## История

### Предыдущие жизни
В текстах есть описания предыдущих жизней Ангулималы до того, как он повстречался с Буддой Гаутамой. Однажды он был царём-людоедом, переродившимся якшей (англ. yakkha, санскр. yakṣa), которого в некоторых текстах называют Саудасой. После того как Саудаса попробовал мясо мёртвого младенца, у него проснулся интерес к поеданию человеческой плоти. Когда он потребовал добавки, подданные испугались за своих детей и изгнали его из собственного царства. Превратившись в чудовище, Саудаса встречает божество, которое обещает, что тот сможет вернуть себе царский титул, если принесёт в жертву сто других царей. Совершив 99 убийств, Саудаса встречается с царём по имени Сутасома, которые изменяет ум Саудасы. Тот становится религиозным человеком и отказывается от всякого насилия. Тексты отождествляют Сутасому с Бодхисаттвой, предыдущим воплощением Будды, а Саудасу с предыдущим воплощением Ангулималы. Во всех прошлых жизнях, о которых повествуется в джатаках, Ангулимала обладал невероятной физической силой при отсутствии сострадания.
Согласно Экоттара агаме, в предыдущем воплощении Ангулимала был наследным принцем, чья доброта и добродетель раздражали его врагов, которые в итоге совершили на него нападение. Перед смертью принц дал обет, что сможет отомстить за свою смерть и достичь нирваны в будущей жизни под руководством наставника. В этой версии убийства, совершаемые Ангулималой, оправдываются как ответ на зло, причинённое ему в прошлой жизни, и его жертвы получают заслуженное возмездие.

### Молодость

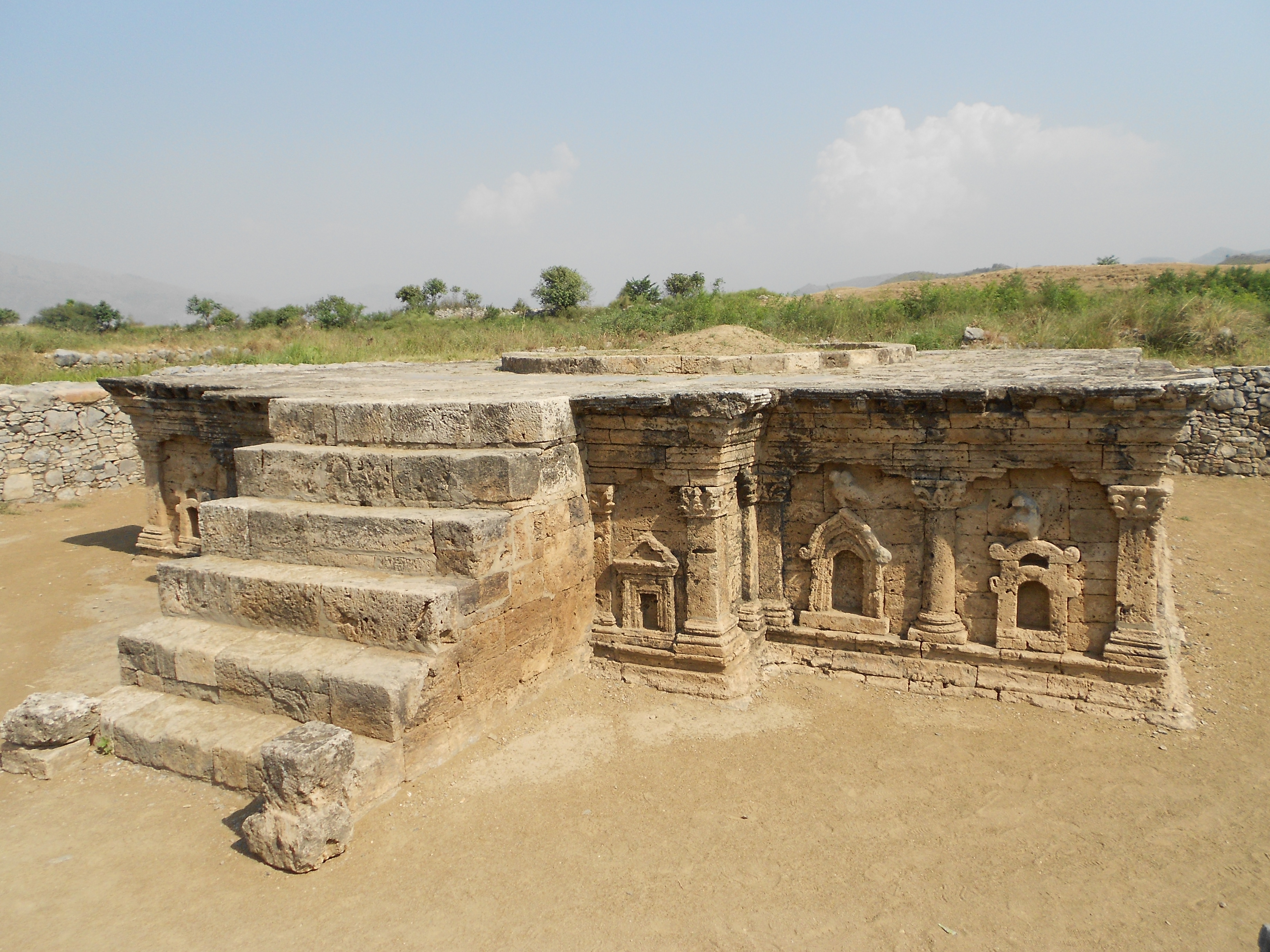
Развалины в Таксиле. Пакистан

Во многих текстах говорится, что Ангулимала родился в Саваттхи, столице Кошалы. В одном из двух китайских источников в качестве места рождения указана Магадха или Анга и вообще нет упоминаний о царе Кошалы Пасенади. Семья Ангулималы принадлежала к касте брахманов клана Гагга. Его отец Бхаггаваджагга занимал высокий пост при дворе. Мать звали Мантани. Согласно комментариям, предзнаменования, замеченные во время рождения ребёнка (сверкание или звон оружия и появление на небе «созвездия разбойников»), указывали на то, что он вырастет преступником. Когда отец сообщил о предзнаменованиях царю, тот спросил, возглавит ли тот банду или станет совершать злодейства в одиночку. Бхаггаваджагга ответил, что ребёнку уготована судьба одинокого разбойника, и царь решил оставить его в живых.
Буддхагхоса сообщает, что отец назвал ребёнка Ахимсака, что означает «безобидный, безвредный», от слова ахимса (IAST: ahiṃsā, ненасилие, невреждение) — ведь при его рождении никто не пострадал. В комментарии Дхаммапалы говорится, что первоначально обеспокоенный царь назвал его Химсака («вредоносный»), но позже имя было изменено.
Ахимсака вырос красивым, умным и воспитанным юношей. Родители отправили его в Таккашилу, знаменитый университет в Древней Индии, на обучение к известному наставнику. Там он преуспел в учёбе и стал любимым учеником, пользуясь особыми привилегиями в доме учителя. Например, он питался за одним столом с его семьёй. Однако другие ученики позавидовали быстрым успехам Ахимсаки и стали настраивать учителя против него. Для этого они представили дело так, будто Ахимсака соблазнил его жену. По другой версии, они убедили наставника в том, что любимый ученик претендует на его место. Не желая или не имея возможности напрямую напасть на ученика, тот сообщил Ахимсаке, что его образование почти закончено и он должен преподнести учителю традиционный последний дар. В качестве дара учитель потребовал тысячу пальцев разных людей, думая, что Ангулимала будет убит во время поисков этой страшной награды. Согласно Буддхагхоше, Ахимсака возразил, что он происходит из мирной семьи, но в конце концов учитель убедил его. По другим источникам, ученик не протестовал.
В другой версии этой истории жена учителя попыталась соблазнить Ахимсаку. Тот отверг её ухаживания, и она, разозлившись, пожаловалась мужу, будто Ахимсака приставал к ней. Далее история развивается аналогичным образом.

### Жизнь разбойника
В Индии было много открытых кладбищ и Ангулимала мог бы с лёгкостью найти требуемое количество пальцев у непогребённых мертвецов. Но, вероятно, слова наставника пробудили в нём врождённую тягу к опасностям. Он раздобыл оружие, включая лук и большой меч, поселился в диком лесу Джалини на скале, откуда ему было хорошо видно проходящих путников, и начал нападать на них. Он приобрёл печальную известность благодаря умению хватать своих жертв. Люди стали избегать дорог, тогда он повадился проникать в деревни, вытаскивать людей из домов и убивать их. Опустели целые селения. Ангулимала никогда не забирал у жертв одежду и драгоценности, ему были нужны только пальцы. Чтобы вести счёт жертвам, он нанизывал пальцы на нитку и вешал на дерево. Птицы начали склёвывать плоть с пальцев, тогда он сделал из них ожерелье. Так он стал известен как Ангулимала, что означает «ожерелье из пальцев». На некоторых рельефах он изображён в головном уборе из пальцев, а не в ожерелье.

### Встреча с Буддой

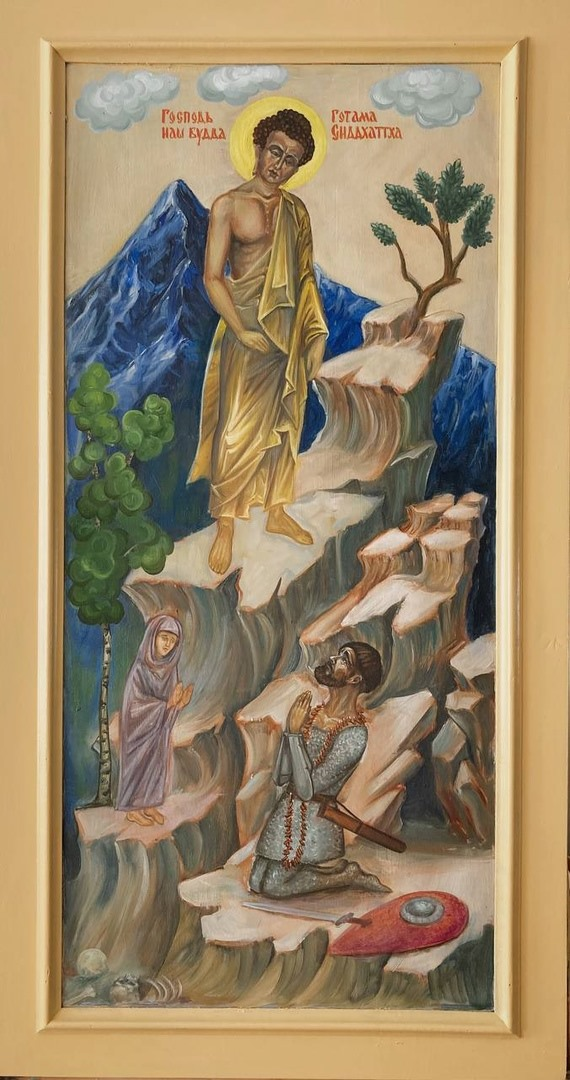
Встреча Будды с разбойником Ангулималой

Деревенские жители покинули этот район и обратились с жалобой к царю Кошалы Пасенади. Царь в ответ послал 500 солдат, чтобы изловить разбойника. Родители Ангулималы узнали об объявленной охоте на преступника. Поскольку сын родился с плохими предзнаменованиями, они решили, что ловят, вероятно, его. Отец предпочёл не вмешиваться, но мать с этим не согласилась. Опасаясь за жизнь своего сына, она отправилась на его поиски, чтобы предупредить его о намерениях царя и позаботиться о нём. Шёл двадцатый год после просветления Будды. Обозревая мир посредством божественного видения (пали abhiññā) Будда узнал, что Ангулимала убил 999 жертв и отчаянно ищет тысячную. Если бы Ангулимала при встрече убил свою мать, он многие кальпы перерождался бы в аду, поскольку убийство родителей в буддизме считается одним из пяти тягчайших преступлений, которые может совершить человек.

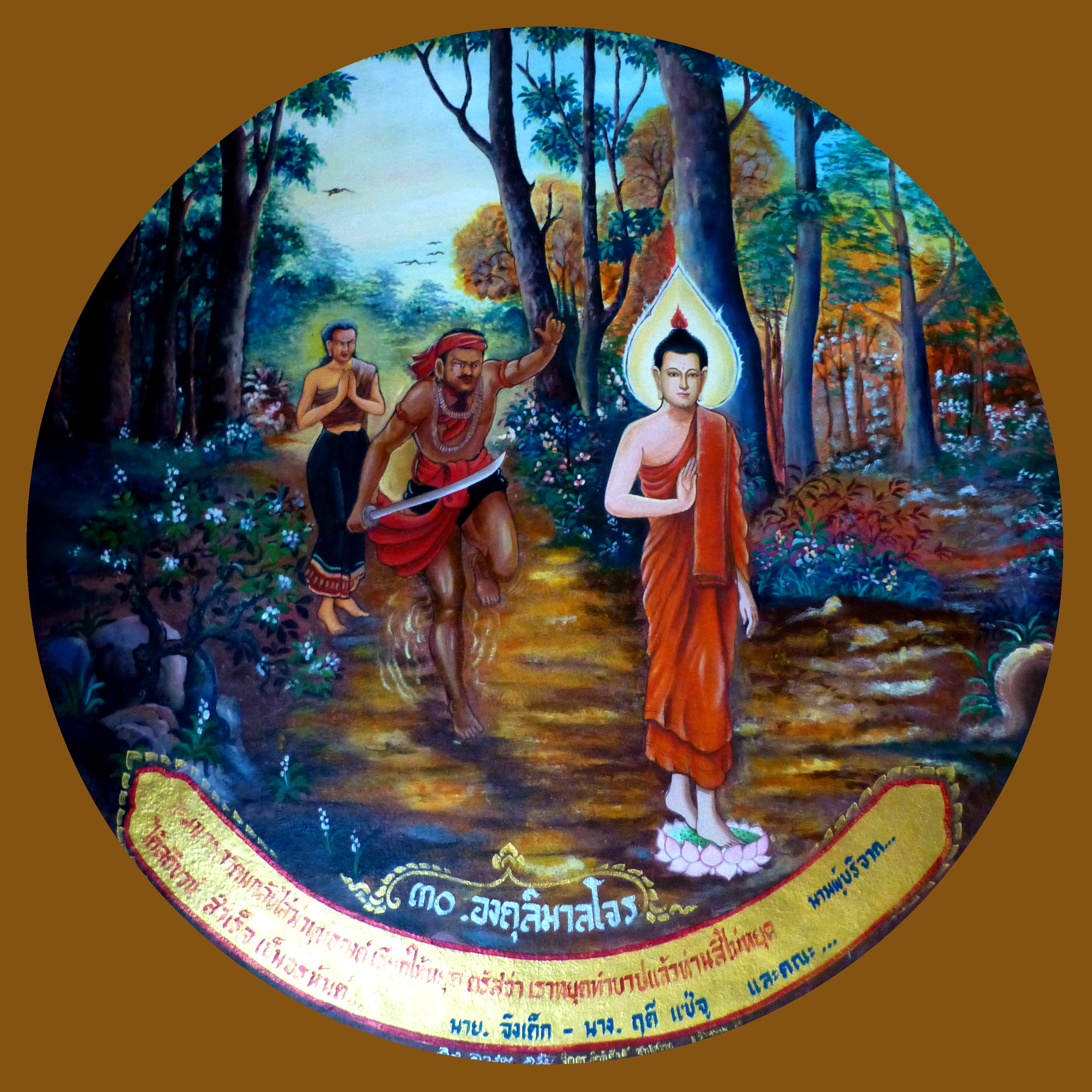
Ангулимала не может догнать Будду. Храм Чеди Траипхоп Траимонгхон, Хатъяй, Таиланд

Будда отправился наперехват Ангулимале, хотя местные жители отговаривали его. На дороге через лес Ангулимала сначала увидел свою мать. Согласно некоторым версиям, он примирился с ней и она дала ему пищу. Однако после некоторого раздумья он всё же решил сделать её своей тысячной жертвой. В этот момент он заметил Будду и вознамерился убить его. Достав свой меч, разбойник побежал вдогонку, но, несмотря на то, что Будда шел медленно, убийца никак не мог его настигнуть. Сверхспособности Будды (пали iddhi, санскр. ṛddhi) поразили Ангулималу: в одном из источников говорится, что Будда сжимал и расширял землю, на которой стоял, сохраняя таким образом дистанцию с преследователем. Растерявшись, Ангулимала закричал: «Стой!», но Будда ответил: «Я уже стою, остановиться должен ты». Этот разговор стал поворотным моментом в судьбе Ангулималы. Ангулимала попросил объяснить, что это значит, тогда Будда сказал:
Остановился навсегда, не совершу я вновь
Убийства дышащих существ,
А ты всё льёшь их кровь, Ангулимала.
Вот потому и говорю: иду не я, а ты.
Выслушав Будду, Ангулимала испытал раскаяние за содеянное, отбросил оружие, благоговейно объявил себя обращённым, дал обет покончить с разбойничьей жизнью и вступил в буддийский монашеский орден. Он был принят в монастырь Джетавана.

### Жизнь в монашестве и смерть

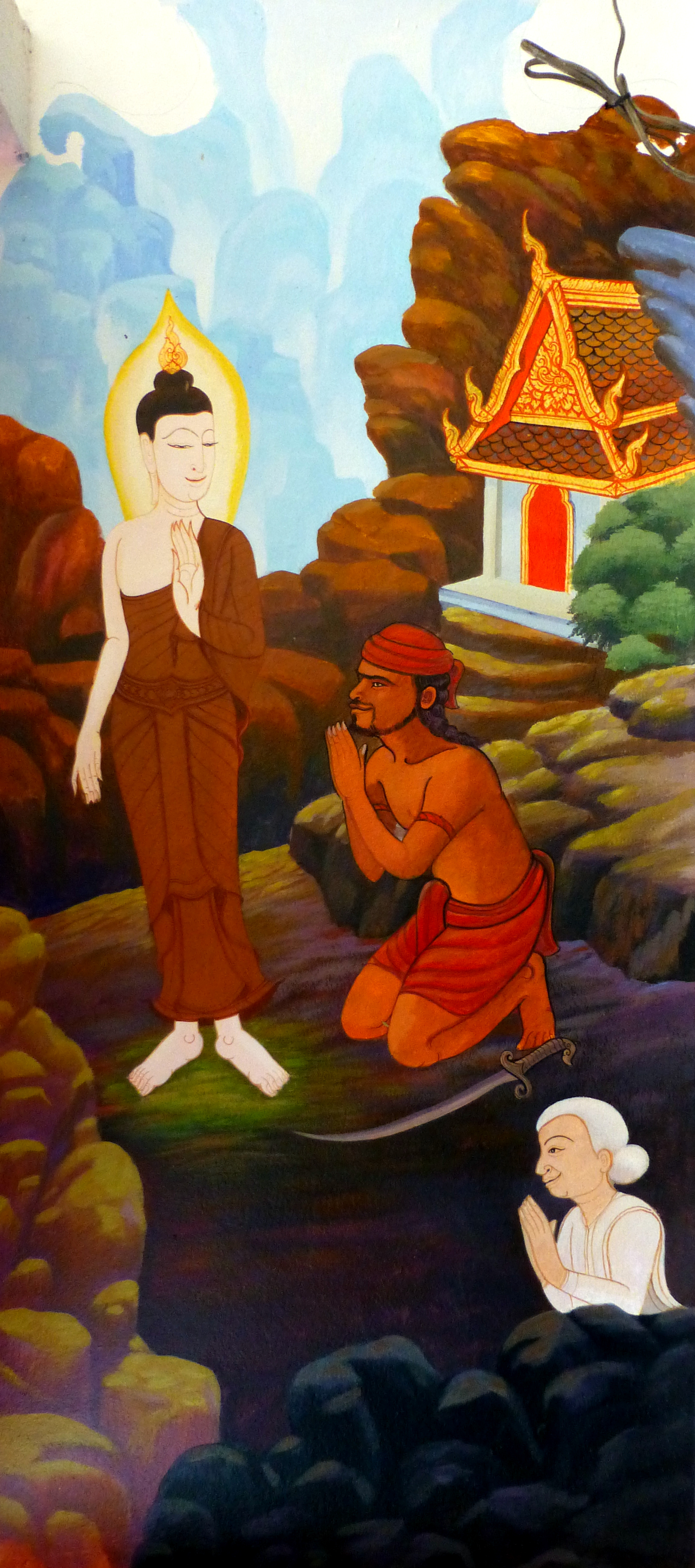
Ангулимала, смиренно склонившийся перед Буддой. Рисунок в Ват Пангла, Сонгхкла, Южный Таиланд

Тем временем царь Пасенади собирался убить Апулималу. Узнав, что в монастыре Джетавана находится Будда, царь остановился, чтобы нанести ему визит, поскольку он был его многолетним последователем. Увидев войско, Будда спросил царя, не собирается ли он на войну. Тот объяснил, что направляется в лес, ловить разбойника. Будда спросил, как отреагирует царь, если узнает, что Агулимала отказался от разбойничьей жизни и стал монахом. Царь сказал, что готов приветствовать его и предложить поддержку. Тогда Будда открыл, что Агулимала сидит рядом, он сбрил волосы и бороду и стал членом буддийского ордена. Поначалу Пасенади испугался, но потом взял себя в руки, обратился к Ангулимале по имени его клана и матери (пали Gagga Mantānīputta) и предложил ему одежду, еду, жилище и лекарства. Однако тот не принял дар из-за соблюдаемой аскезы (жить в лесу на собранное подаяние и не иметь более трёх одежд).
В конце концов, царь отказался от преследования Ангулималы. Этот отрывок согласуется с замечанием буддолога Андре Баро о том, что между Буддой и правителями того времени существовало негласное соглашение о взаимном невмешательстве.
Поначалу местные жители продолжали бояться Ангулималу и тот не мог получить от них пропитание. Многие возмущались, увидев его в монашеских одеждах. В связи с этим Будда дополнил винаю правилом, согласно которому преступники не должны получать посвящение в монашеский сан. Подобное деяние со стороны посвящающего монаха стало считаться проступком (пали dukkata). Это связано с тем, что кроме Просветлённого вряд ли кто-то был способен понять, насколько искренно раскаяние и истинна трансформация. А нераскаявшиеся преступники могли бы использовать сангху как прикрытие, чтобы избежать ареста и наказания.

#### Помощь роженице
В поисках подаяния Ангулимала набрёл на молодую женщину, тяжело страдающую во время родов. Он был глубоко тронут этим, прочувствовал её боль и ощутил сострадание в невиданной ранее степени. Он пошёл к Будде и спросил его, что он может сделать, чтобы облегчить её боль. Будда велит Ангулимале пойти к женщине и сказать:
Я, сестра, свидетельствую, что отродясь никого намеренно не лишал жизни, дыхания. Пусть силою этой истины ты разрешишься, и дитя выживет
Ангулимала возразил, что это будет ложью. На что Будда ответил:
Я, сестра, свидетельствую, что с тех пор как обрёл благородное рождение, никого намеренно не лишал жизни, дыхания. Пусть силою этой истины ты разрешишься, и дитя выживет.
Под вторым рождением Будда подразумевал решение Ангулималы стать монахом, которое контрастировало с его прежней жизнью разбойника. Слово пали jāti означает «рождение», но в палийских комментариях оно также трактуется иногда как клан или род (пали gotta). Таким образом, слово jāti здесь также относится к роду Будды, то есть к монашеской общине.
После того как Ангулимала совершил это «провозглашение правды», женщина благополучно родила живого ребёнка. Эти слова впоследствии стали одним из защитных стихов, называемых «Паритта суттами». В странах тхеравады монахи до сих пор читают этот текст, благословляя беременных женщин, и часто заучивают его наизусть в процессе обучения в монастыре. Таким образом, бывший убийца Ангулимала воспринимается верующими как «святой покровитель» родов.
Это событие помогло Ангулимале найти покой. До этого ему не удавалось сосредоточиться на своей медитации, поскольку его преследовали страшные видения из прошлого. Будда позволил ему совершить провозглашение истины и обрести в этом поступке силу для углубления медитации и достижения архатства. Ангулимала стал тем, кто «приносит горожанам жизнь, а не смерть», люди начали подходить к нему и давать ему милостыню.
Однако некоторые не могли забыть, что бывший разбойник виновен в смерти их близких. Они напали на него с палками и камнями, когда он собирал подаяние. С окровавленной головой, разорванной верхней одеждой и разбитой чашей Агулимале удалось вернуться в монастырь. Будда призвал его стойко переносить свои страдания, указав на то, это плоды каммы, которая в противном случае обрекла бы его на перерождение в аду. Достигнув архатства, Ангулимала стал твёрдым и несокрушимым духом. Но тело оставалось уязвимым перед плодами каммы. Согласно буддийскому учению, достигшие определённой стадии просветления более не производят камму, но продолжают пожинать её плоды. Некоторые каммические последствия неизбежны и даже Будда не мог их предотвратить.
О более позднем периоде жизни Ангулималы нет никаких данных. В своих стихах, вошедших в Тхерагатху (Thag. 871—891), он призывал вступить на пройденный им путь, обрести три знания и осуществить всё, чему учил Будда:
Раньше я жил в лесах,
У подножия деревьев,
В горных пещерах,
Но везде сердце моё было встревожено.
Теперь же я отдыхаю, возвысившись до счастья...
Буддхагхоша утверждал, что вскоре после вступления на монашеский путь Ангулимала умер. Его смерть вызвала среди монахов дискуссию о том, каково же загробное пребывание Ангулималы. Когда Будда сказал, что Агулимала достиг ниббаны, это удивило некоторых монахов. Они задались вопросом, как возможно, чтобы человек, совершивший столько убийств, всё же достиг просветления. Будда ответил, что даже сотворив много зла, человек имеет возможность измениться к лучшему и достичь просветления.

## Анализ

### Исторический
В Древней Индии существовал обычай дарить прощальные подарки своему учителю. Пример тому есть в «Сказаньи о Паушье», которое входит в ведический эпос Махабхарата. В нём говорится, что учитель отсылает своего ученика Уттанку, после того как тот доказал, что достоин доверия и владеет всеми знаниями Вед и Дхармашастр. Уттанка отвечает своему учителю:
Что мне сделать приятное для тебя  (санскр. kiṃ te priyaṃ karavāni), ибо ведь говорят так: ,,Если кто не по закону толкует и если кто не по закону спрашивает, то между ними возникает вражда и один из них гибнет. Отпущенный тобою я хочу предложить следуемую плату учителю.
Индолог Фридрих Вильгельм утверждает, что подобные фразы уже встречаются в Законах Ману (II,111) и «Вишну-смрити». Уход от учителя и обещание делать всё, что тот потребует, приносит ученику, согласно ведическому учению, просветление или аналогичное достижение. Поэтому нет ничего необычного в описаниях того, как Ангулимала, будучи в душе он хорошим и добрым человеком, отправился исполнять ужасающие просьбы своего учителя, поскольку он знал, что в конце концов он его ожидает высшая награда.

Китайский пилигрим Сюаньцзан высказал предположение, что Ангулимала принадлежал какому-то культу насилия

Ричард Гомбрич предположил, что данный сюжет может быть отражением исторической встречей между Буддой и последователем ранней шиваистской или шактийтской формы тантры. Он пришёл к такому выводу на основании ряда несоответствий в текстах, указывающих на их возможное искажение, и довольно неубедительных объяснений поведения Ангулималы, представленных комментариями. Он отметил, что в палийском каноне есть упоминания почитателей Шивы, Кали и других божеств, связанных с сангвинарной (насильственной) тантрической практикой. Эта теория объясняет некоторые несоответствия в текстах.
Идею, что Ангулимала был последователем какого-то культа насилия выдвинул китайский монах и путешественник Сюаньцзан (602—664 гг). В своих путевых заметках он утверждает, что учитель Ангулималы сказал ему, что тот родится на небесах Брахмы, если убьёт Будду. Китайский ранний текст даёт похожее описание, утверждая, что учитель Ангулималы желал обрести бессмертие и с этой целью следовал указаниям своего гуру. Предположение Сюаньцзана в начале XX века было развито европейскими переводчиками его рассказов о путешествиях, но частично на основе ошибок перевода. Тем не менее, Гомбрич был первым учёным, постулировавшим эту идею. Однако его утверждение о том, что тантрические практики существовали до завершения работы над Палийским каноном (II—III вв до нашей эры), идёт вразрез с основным научным подходом. По общему мнению учёных, первые тантрические культы возникли примерно на тысячу лет позже, и не было найдено никаких свидетельств, текстовых или иных, подтверждающих существование более ранних тантрических практик. Гомбрич утверждает, что существовали иные антиномичные практики (противоречащие моральным нормам), которые упоминаются в буддийских писаниях только единожды и о которых нельзя найти никаких сведений за рамками писаний. Буддологи Мудагамува и фон Роспатт отвергают этот пример как некорректный. Тем не менее, они считают возможным, что насильственные действия Ангулималы были частью какого-то исторически существовавшего культа. Буддолог Л. С. Кузенс также сомневается в теории Гомбрича.
В китайском переводе «Дхамамукхаваданы», выполненном корейским монахам Хьечо, а также по данным археологических находок, Ангулимала отождествляется с мифологическим индуистским царем Калмашападой или Саудасой, известным с ведических времен. Древние тексты часто описывают жизнь Саудасы как предыдущую жизнь Ангулималы, при этом оба персонажа сталкиваются с проблемой, как стать хорошим брахманом.
Изучив произведения гандхарского искусства, археолог Маурицио Таддеи предположил, что история Ангулималы может быть связана с индийскими мифами о якшах, живущих в дикой природе. На многих изображениях Ангулимала носит головной убор, который Таддеи описывает как пример иконографии дионисийского типа. Однако искусствовед Пиа Бранкаччо утверждает, что подобное убранство является скорее индийским символом связи с дикой природой или охотой. C помощью такого головного убора художники обозначали принадлежность Ангулималы к лесному племени, которого боялись ранние буддисты, бывшие в основном горожанами. При этом она согласна с Таддеи, что изображения Ангулималы, особенно в Гандхаре, во многом напоминают дионисийские темы в греческом искусстве и мифологии и их влияние весьма вероятно.

### Доктринальный
Среди буддистов история Ангулималы является одним из самых известных сюжетов и не только в наше время. В древности два знаменитых китайских паломника, путешествующих по Индии, рассказали об этой истории и сообщили о посещённых ими местах, которые были связаны с жизнью Ангулималы. С буддийской точки зрения, история Ангулималы служит примером того, что даже самые отъявленные злодеи могут справиться со своими недостатками и встать на правильный путь. Комментарии приводят эту историю в качестве примера того, как хорошая камма уничтожает плохую. Буддисты в целом рассматривают Ангулималу как символ совершенного преображения и демонстрацию того, что буддийский путь может изменить даже наименее подходящих адептов. Эта история служит примером сострадания и сверхспособностей Будды. Обращение Ангулималы приводится как свидетельство учительского таланта Будды и целительных свойств его учения.
Будда в своём ответе связывает «воздержание от причинения вреда» (пали: avihiṃsa) с безмятежностью, которая является причиной и следствием ненасилия. Более того, эта история иллюстрирует, что в такой безмятежности заключена духовная сила, поскольку Будда опережает жестокого Агулималу. Хотя это объясняется сверхспособностями Будды, в эпизоде заложен более глубокий смысл, который заключается в том, что духовно невозмутимый человек способен двигаться быстрее обычного мятущегося человека. Иными словами, духовное развитие возможно только через ненасилие. Кроме того, эта безмятежность относится к буддийскому понятию освобождения от каммы: пока человек не в силах освободиться от бесконечного закона каммического воздаяния, он может, по крайней мере, уменьшить свою камму, практикуя ненасилие. Тексты описывают эту форму невозмутимости как противоположность непрерывному движению каммического возмездия.

### Прочие интерпретации
Аналитический психолог Дейл Мазерс предполагает, что Ахимсака начал убивать, потому что его система ценностей разрушилась. Он больше не был признан как талантливый ученик. Его позицию можно сформулировать так: «У меня нет ценностей, поэтому я могу убивать. Если я убиваю, то это доказывает, что у меня нет ценностей». Резюмируя жизнь Ангулималы, Мазерс пишет: «[он] является… объединяющей фигурой, которая дарит и отнимает жизнь». Аналогично, ссылаясь на психологическую концепцию моральной травмы, теолог Джон Томпсон описывает Ангулималу как человека, который был предан своим учителем, но сумел восстановить свои разрушенные моральные установки и примириться с обществом, которому он нанёс вред. Людям, пережившим моральную травму, нужен врач и общество людей, которые, столкнувшись с бедой, справляются с ней безопасным способом; подобно этому, Ангулимала смог оправиться от моральной травмы благодаря Будде, ставшему для него духовным наставником, и монашеской общине, которая вела дисциплинированную жизнь, терпеливо перенося трудности. Томпсон далее предположил, что рассказ об Ангулимале может быть использован в качестве своего рода повествовательной терапии, и назвал этические нормы, представленные в рассказе, побуждающими к принятию ответственности. Эта история не о том, как спастись, а о том, как спасти себя при помощи других.
Учёный-этолог Дэвид Лой много писал об истории Ангулималы и её последствиях для системы правосудия. Он считает, что в буддийской этике единственная причина, по которой преступники должны быть наказаны, — это исправление их характера. Если преступник, подобно Ангулимале, уже исправился, то нет причин его наказывать, даже для устрашения. Более того, Лой утверждает, что в этой истории нет ни одной формы реституционного или преобразующего правосудия, и поэтому считает этот пример «несовершенным» с точки зрения правосудия. Бывший политик и учёный в области общественного здравоохранения Матхура Шрестха считает, что история Ангулималы представляет собой первую концепцию преобразующего правосудия, ссылаясь на раскаяние Ангулималы и отказ от разбойничьей жизни, а также на прощение, которое он в итоге получает от родственников жертв. Пишущий о смертной казни ученый Дэмиен Хориган отмечает, что главной темой истории Агилималы является реабилитация, и что свидетельством такой реабилитации служит тот факт, что, что царь Пасенади не преследует бывшего разбойника.
На Шри-Ланке беременным женщинам читают Ангулимала-сутту и окружают их предметами, символизирующими плодородие и размножение, например, частями кокосовой пальмы и глиняными горшками. Учёные отмечают, что в мифологии Юго-Восточной Азии существуют связи между кровожадными персонажами и мотивами плодородия. Пролитие крови происходит как при насилии, так и при родах, что объясняет двойственность изображения Ангулималы. Томпсон также утверждает, что образ матери играет важную роль в этом сюжете, ссылаясь на отрывок, где мать пытается остановить Ангулималу, и на исцеление роженицы. Хотя во многих древнеиндийских историях женщины ассоциируются с такими чертами как глупость и бессилие, в рассказе про Ангулималу женщины обладают вполне приемлемыми качествами, а Будда выступает в роли мудрого советчика, помогающего использовать их в созидательном ключе.
Что касается отрывка, посвящённого встрече Будды с Ангулималой, феминистская исследовательница Лиз Уилсон заключает, что эта история является примером сотрудничества и взаимозависимости между полами, поскольку разбойника останавливают и Будда, и его мать. Тем не менее, Томпсон не считает эту историю феминистской, но утверждает, что она отражает женский тип этики заботы, уходящий корнями в буддизм.

## В современной культуре
На протяжении всей истории буддизма рассказ об Ангулимале находил отражение во многих произведениях искусства, часть из которых можно найти в музеях и местах буддийского культурного наследия. В современной культуре Ангулимала по-прежнему играет важную роль. В 1985 году родившийся в Великобритании тхеравадинский монах Аджан Кхемадхаммо основал у себя на родине буддийскую организацию тюремных капелланов «Ангулимала». Она была признана правительством Великобритании официальным представителем буддийской религии во всех вопросах, касающихся британской тюремной системы, и обеспечивает услуги капелланов, консультации, знакомство с буддизмом и обучение медитации заключенным по всей Англии, Уэльсу и Шотландии. Название организации напоминает о силе трансформации, проиллюстрированной историей раскаявшегося разбойника. Как говорится на сайте организации, «история Ангулималы учит нас тому, что возможность Просветления может пробудиться в самых крайних ситуациях, что люди способны меняться и меняются, и что на людей лучше всего влияют убеждение и, прежде всего, пример».
В массовой культуре легенде об Агулимале уделяется значительное внимание. Она легла в основу как минимум трёх художественных фильмов. В 2003 году тайский режиссёр Сутхеп Таннират попытался выпустить фильм под названием «Ангулимала». Однако более 20 консервативных буддийских организаций Таиланда выступили с протестом, жалуясь на то, что в фильме искажены буддийские учения и история, а также присутствуют индуистские и теистические мотивы, которых нет в буддийских писаниях. Консервативные группы были возмущены тем, что показав Ангулималу жестоким убийцей, фильм не объяснил, как он встал на этот путь. Однако режиссёр защищался, утверждая, что, опустив комментаторские интерпретации, он точно следовал ранним буддийским текстам. Решение Таннирата использовать только ранние источники, а не популярные легенды из комментариев, как раз и вызвали протесты.

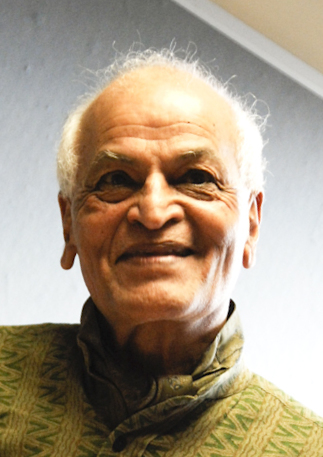
Сатиш Кумар

Ангулимала также стал героем литературных произведений. В 2006 году активист движения за мир Сатиш Кумар пересказал историю Ангулималы в своей книге «Будда и террорист». В ней рассматривается глобальная война с террором, переосмысливаются и комбинируются различные рассказы об Ангулимале, который представлен в виде террориста. В книге особое внимание уделяется тому моменту, когда Будда принимает Ангулималу в монашеский орден, фактически не позволяя царю Пасенади наказать его. В книге Кумара это действие приводит к реакции разъярённой общественности, которая требует заключить в тюрьму и Агулималу, и Будду. Пасенади организует публичное слушание в присутствии жителей деревни и представителей царского суда, на котором решается, что делать с двумя обвиняемыми. Ангулимала признаётся в своих преступлениях, а Пасенади произносит речь, в которой делает акцент на прощении, а не на наказании. В конце концов собрание решает освободить обоих. Этот поворот в истории проливает иной свет на Агулималу, чьи насильственные действия в конечном итоге приводят к судебному процессу и построению более справедливого и свободного от насилия общества. Говоря о буддийских текстах и книге Кумара, богослов и археолог Джон Томпсон отмечает, что «ахимса» в буддизме может иметь различные оттенки значения в разных контекстах и часто не означает пассивное бездействие или ненасилие в обычном понимании Он приводит следующие слова из книги Кумара:
Подданные, я впервые сталкиваюсь с террористом, который видит ошибку своего пути и фактически отказывается от преступлений... Как Ангулимала превратился из террориста в монаха, так и я превратился из исполнителя суровых наказаний в сострадательного правителя. Да, мои подданные, я увидел новый свет. Я изменился... Было бы легко объявить Будду сообщником и арестовать не только Ангулималу, но и самого Будду, обвинив его в покровительстве террористам, в пособничестве терроризму. Это было бы просто. Ни у Будды, ни у Ангулималы нет никакой защиты, в то время как моя армия хорошо оснащена — она самая сильная и мощная. Но теперь я смотрю на мир по-другому. Я вижу, что нам нужно больше будд и больше монахов, а не больше солдат, полиции, тюрем.
Наконец, Ангулимала является одним из главных героев романа Карла Гьеллерупа «Der Pilger Kamanita» («Странник Каманита», 1906), в котором повествуется о Васиттхе, присоединившемся к буддийскому ордену на следующий день после раздачи милостыни и слушания буддийского учения в роще Симсапа в городе Косамби.

## Комментарии
1. ↑  Сюжет с поеданием мёртвых младенцев встречается только в китайской версии этой истории. Вероятно, он был добавлен, чтобы осудить подобную практику, существовавшую в Китае в V в.[23].
2. ↑  Дхаммапала пишет что Ахимсака был силён как семь слонов. В другом тексте говорится, что учитель опасался за свою репутацию, если станет известно, что он убил ученика[12][29].
3. ↑  Одни источники говорят о сотне пальцев, в других упоминается тысяча[12][13]. Дхаммапала говорит, что Ангулимала должен был добыть тысячу пальцев с правой руки, похоже, не понимая, что для этого потребуется убить 200 человек[31] или отрезать пальцы у мертвецов[15]. Ньянапоника Тхера упоминает тысячу мизинцев с правой руки[30]. С другой стороны, Буддхагхоша утверждает, что Ангулимале было велено «убить тысячу ног», а пальцы он собирал только для того, чтобы вести точный подсчёт[32].
4. ↑  Буддхагхоша утверждает, что отец не осмеливается противодействовать. А со слов Дхаммапалы он говорит, что ему не нужен такой сын[36].
5. ↑  Буддолог Андре Баро и теолог Джон Томпсон утверждают, что отрывок, в котором говорится о попытке матери вмешаться, был добавлен к оригинальной истории позднее, но Моника Цин отмечает, что этот сюжет уже присутствует в ранних произведениях буддийского искусства[7][12].
6. ↑  Однако, согласно некоторым версиям, Будда услышал об Ангулимале от монахов, которые отправились за милостыней и увидели деревенских жителей, пришедших во дворец, чтобы пожаловаться царю Пасенади.[14].
7. ↑  Этот сюжет присутствует не во всех версиях Типитаки[12].